# Hsaing Waing
Das Hsaing Waing (Birmanische Schrift ဆိုင်းဝိုင်း, aus Birmanisch hsaing ‚herabhängend‘ und waing ‚Kreis‘) ist ein traditionelles Orchester in Myanmar. Es wird bei Festveranstaltungen, Zeremonien und zur Begleitung von Tänzen im Freien mit einer Vielzahl von unterschiedlichen Trommeln, Gongs und anderen Melodieinstrumenten gespielt.

## Geschichte
Der Ursprung des hsaing waing ist unklar. Im 18. Jahrhundert wurde das Orchester erweitert und durch Spielweisen aus dem Nachbarland Siam ergänzt, als der burmesische König Hsinbyushin von seiner Eroberung des Ayutthaya-Königreichs viele Musiker vom dortigen Hof mitbrachte.

## Instrumente
- Pat waing (pat ‚Trommel‘) oder hsaing waing: Das kreisförmige Trommelspiel ist das Hauptinstrument und der Namensgeber des Orchesters. Es hängen 21 doppelfellige Trommeln unterschiedlicher Größe nach Tonhöhe und Größe geordnet in einem runden Holzgestell. Die Trommeln werden vom Spieler virtuos mit den Fingern gespielt. Der Spieler ist gleichzeitig auch Orchesterleiter und bestimmt Anfang und Ende sowie die Geschwindigkeit innerhalb der Komposition.
- Kyi waing (kyi ‚Messing‘): Zwischen 18 und 21 kreisförmig angeordnete Buckelgongs unterschiedlicher Tonhöhe, die von einem Gongspieler mit Hämmern geschlagen werden.
- Maug zaing (maug ‚Gong‘ und zaing ‚aufhängen‘): Zwischen 18 und 23 tiefer gestimmte und weicher klingende Gongs, die ebenfalls mit Hämmern angeschlagen werden. Die beiden Gongspiele sind hauptsächlich für die Melodie zuständig.
- Hne: Ein bis zwei Kegeloboen spielen eine höhere Lage der Melodielinie. Bei Improvisationen entwickeln sie durch Aufgreifen der Trommelmotive zusammen mit dem Trommler eine eigene, zusätzliche Melodiebene. Falls einige Instrumente des hsaing waing ein Ensemble für eine leisere Spielweise in geschlossenen Räumen bilden, wird die hne durch die Bambusflöte palwei ersetzt.
- Pat ma und sa khun: zwei große Fasstrommeln.
- Chauk lon bat (chauk ‚sechs‘, lon ‚Zählwort‘ und bat bzw. pat ‚Trommel‘): sechs in Reihe aufgestellte Doppelfelltrommeln.

## Aufführung
Im Unterschied zur meist im Freien gespielten lauten Musik des hsaing waing-Ensembles werden die saung gauk (Bogenharfe), das pattala (Xylophon), Zimbeln, Klavier und Geige (tayaw, durch die britischen Kolonisten eingeführt) in der leiseren Kammermusik eingesetzt.
Die Stimmung des hsaing waing-Orchesters ist diatonisch und ähnelt den piphat-Ensembles in Thailand, Kambodscha und Laos. Die Kompositionen unterscheiden sich jedoch durch plötzliche Änderungen und Verlagerungen des Rhythmus und eigene Musikinstrumente, die dort nicht vorkommen.
Das hsaing waing-Orchester spielt bei öffentlichen Anlässen zur Begleitung von Tänzen und religiösen Zeremonien. Es ist das Begleitensemble für das Tanztheater zat pwe, das üblicherweise die ganze Nacht dauert, für das Marionettentheater yoke thé und für die modernen Formen des komödiantischen Theaters anyeint. Zur Zeit der Monarchie (bis 1885) wurden die Orchester anhand ihrer Verzierung eingestuft. Es galt: Das Orchester, welches am wertvollsten verziert war, war das heiligste. Somit hatten die Könige und Minister Orchester, die mit Smaragden, Rubinen, Gold und Silber verziert waren, während in den einfachen Städten und Dörfern auf mit rotem Lack und gelber Farbe bemalten Orchestern gespielt wurde.